# Alpine Village
Alpine Village és una concentració de població designada pel cens dels Estats Units a l'estat de Califòrnia. Segons el cens del 2000 tenia 136 habitants.

## Demografia
Segons el cens del 2000, Alpine Village tenia 136 habitants, 54 habitatges, i 32 famílies. La densitat de població era de 18,6 habitants per km².
Dels 54 habitatges en un 20,4% hi vivien nens de menys de 18 anys, en un 40,7% hi vivien parelles casades, en un 9,3% dones solteres, i en un 38,9% no eren unitats familiars. En el 31,5% dels habitatges hi vivien persones soles el 9,3% de les quals corresponia a persones de 65 anys o més que vivien soles. El nombre mitjà de persones vivint en cada habitatge era de 2,5 i el nombre mitjà de persones que vivien en cada família era de 3,24.
Per edats la població es repartia de la següent manera: un 19,9% tenia menys de 18 anys, un 8,8% entre 18 i 24, un 31,6% entre 25 i 44, un 26,5% de 45 a 60 i un 13,2% 65 anys o més.
L'edat mediana era de 40 anys. Per cada 100 dones de 18 o més anys hi havia 113,7 homes.
La renda mediana per habitatge era de 42.188 $ i la renda mediana per família de 46.875 $. Els homes tenien una renda mediana de 44.375 $ mentre que les dones 26.429 $. La renda per capita de la població era de 24.201 $. Cap de les famílies i el 2,2% de la població estaven per davall del llindar de pobresa.

## Poblacions més properes
El següent diagrama mostra les poblacions més properes.